# Vườn quốc gia Núi Rocky của Canada

Bản đồ các Vườn quốc gia Dãy núi Rocky của Canada

Vườn quốc gia Núi Rocky của Canada là một di sản thế giới của UNESCO bao gồm 4 vườn quốc gia và 3 công viên tỉnh với rất nhiều núi non, hẻm núi, thác nước, hồ, sông băng, suối nước nóng cùng nguồn của các con sông chính tại Bắc Mỹ như Sông Athabasca, Saskatchewan, Columbia hay sông Fraser. Khu vực có sự đa dạng sinh học cao cùng vẻ đẹp tự nhiên, đặc biệt là có các đá phiến sét Burgess, với rất nhiều các hóa thạch cùng các động đá vôi.
Ban đầu, cùng với những khuyến cáo của IUCN về "vẻ đẹp đặc biệt tự nhiên" của khu vực, "môi trường sống của các loài quý hiếm và đang bị đe dọa" cùng các môi trường tự nhiên, 4 vườn quốc gia đã được đề cử vào danh sách di sản thế giới là:
- Vườn quốc gia Banff
- Vườn quốc gia Jasper
- Vườn quốc gia Kootenay
- Vườn quốc gia Yoho

Sau đó, Uỷ ban Di sản Thế giới của UNESCO "yêu cầu các nhà chức trách Canada xem xét thêm các công viên tỉnh lân cận và 3 công viên trong số đó đã trở thành một phần của di sản thế giới vào năm 1984 là:
- Công viên tỉnh Hamber
- Công viên tỉnh Núi Assiniboine
- Công viên tỉnh Núi Robson